# エルカン・ブラウト
エルカン・ブラウト（Elkan R. Blout, 1919年7月2日 - 2006年12月20日）は、アメリカ合衆国の生化学者。ハーバード大学の生化学の教授を務めた。1969年に全米科学アカデミーに選ばれ、1992年にアメリカ国家科学賞を受賞、2006年に肺炎で死去した。